# Horsley (Northumberland)
Horsley – wieś w Anglii, w hrabstwie Northumberland. Leży 16 km na zachód od miasta Newcastle upon Tyne i 404 km na północ od Londynu.